# Faringită streptococică
|  | Vedeți: Indicații! |

Faringita streptococică sau streptococ în gât sau amigdalita este o afecțiune provocată de bacteria denumită „streptococ de grup A”. Faringita streptococică afectează gâtul și amigdalele. Amigdalele sunt două glande situate la nivelul gâtului, în spatele  cavității bucale. Faringita streptococică poate afecta, de asemenea, cutia vocală (laringele).  Simptomele obișnuite includ febră, durere în gât (numită și inflamație în gât) și umflarea unor glande (numite ganglioni limfatici) de la nivelul gâtului. Faringita streptococică provoacă 37% din inflamațiile gâtului la copii.
Faringita streptococică se transmite prin contact strâns cu o persoană bolnavă. Pentru a fi siguri că o persoană are faringită streptococică, este necesară efectuarea unei analize numită exsudat faringian. Chiar și fără această analiză, un posibil caz de faringită streptococică poate fi recunoscut datorită simptomelor. Antibioticele pot fi utile în cazul unei persoane cu faringită streptococică. Antibioticele sunt medicamente care distrug bacteriile. Acestea sunt utilizate în principal pentru prevenirea unor complicații, cum este febra reumatică, mai curând decât pentru scurtarea duratei bolii.

## Semne și simptome
Simptomele uzuale ale faringitei streptococice sunt durerea în gât, febră peste 38 °C (100,4 °F), puroi (un lichid de culoare galbenă sau verde, produs de bacteriile moarte și celulele albe sanguine) pe amigdale, și umflarea ganglionilor limfatici.
Pot exista alte simptome, cum sunt:
- Durere de cap (cefalee)[6]
- Vărsături sau senzație de vomă (greață)[6]
- Durere de stomac[6]
- Durere musculară[7]
- Erupție cutanată (mici umflături de culoare roșie) pe corp sau la nivelul cavității bucale sau gâtului. Acesta este un semn neobișnuit dar specific.[5]

O persoană cu faringită streptococică va prezenta simptome după una-trei zile de la contactul cu o persoană bolnavă.

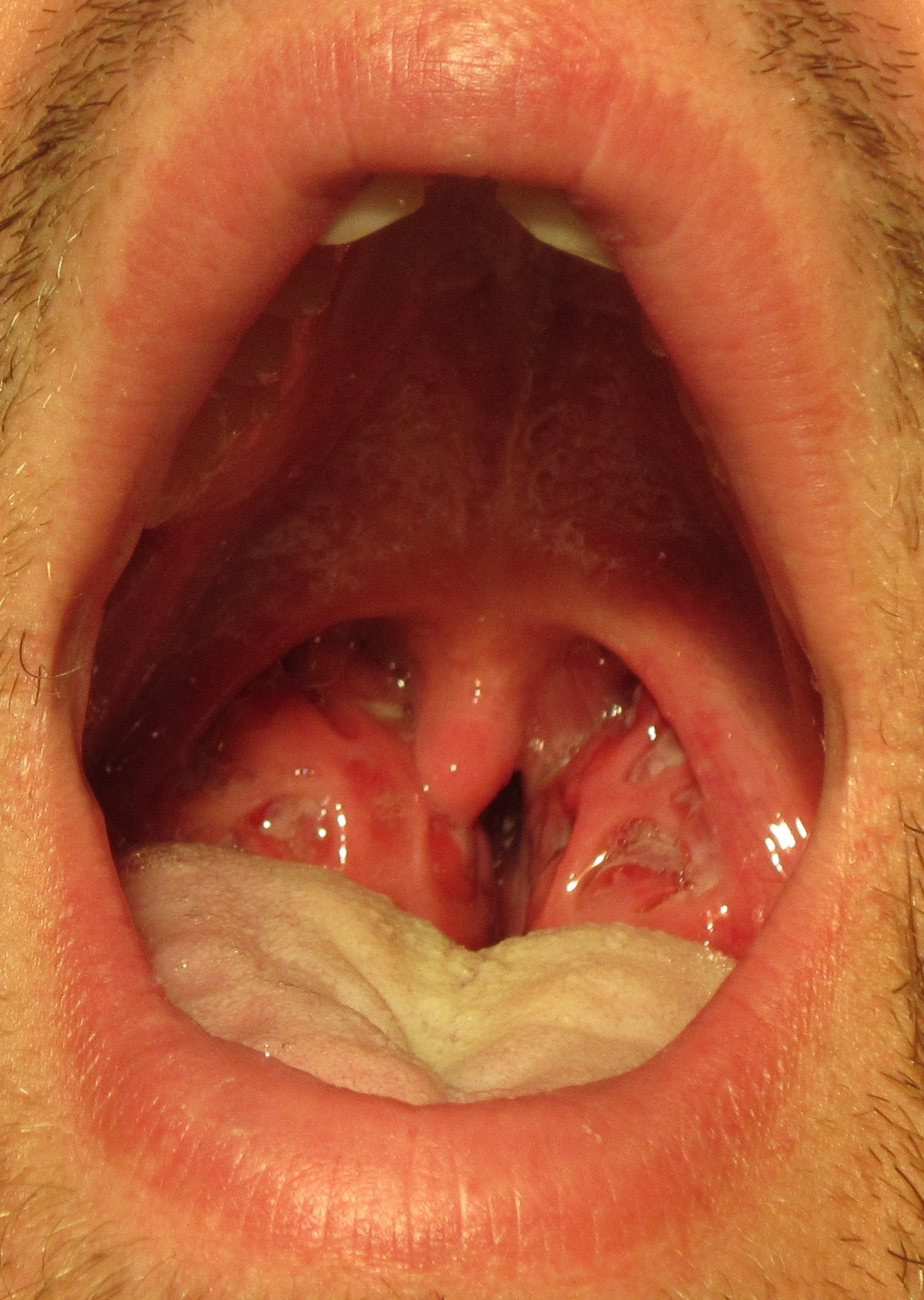
Un caz de faringită streptococică. Observaţi amigdalele mărite cu puroi alb.
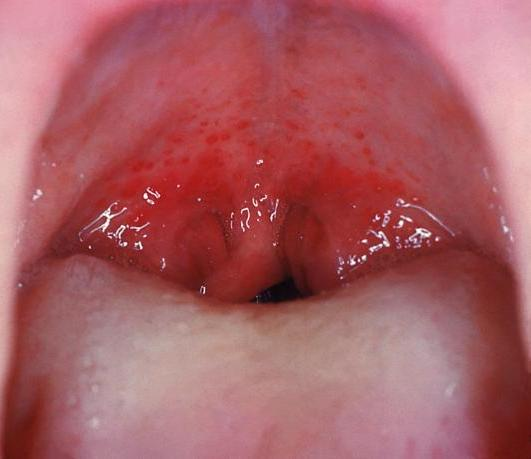
Un caz de faringită streptococică. Observaţi petele mici roşii. Această erupţie este un semn mai puţin frecvent dar specific.
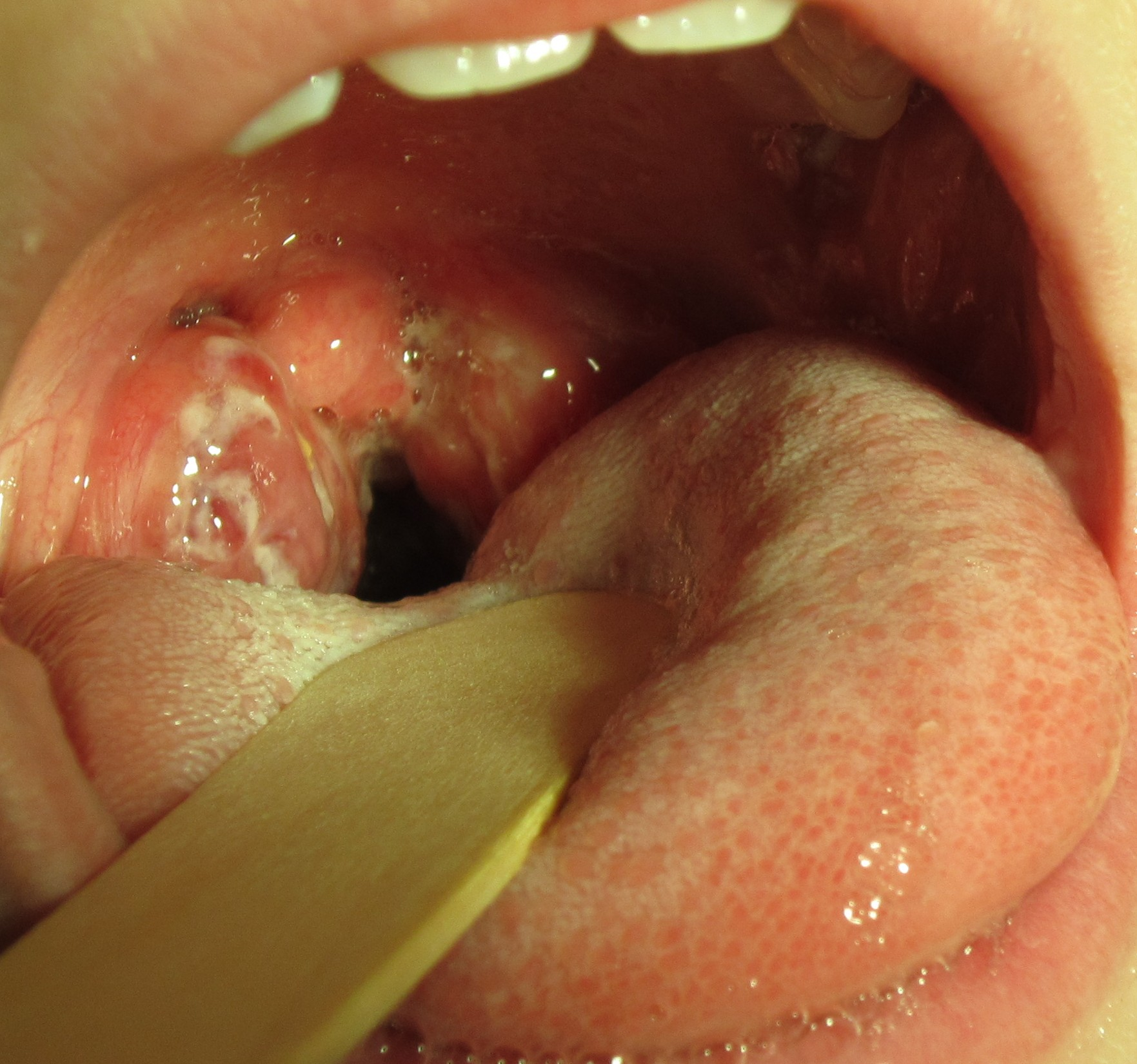
Un caz de faringită streptococică la un copil de 8 ani. Observați amigdalele mărite în partea posterioară a gâtului, acoperite de puroi alb.

## Cauză
Faringita streptococică este provocată de un tip de bacterii numit streptococ beta-hemolitic de grup A (SBHGA). Alte bacterii sau virusuri pot provoca de asemenea durere în gât. Oamenii se îmbolnăvesc de faringită streptococică prin contactul direct, apropiat cu o persoană bolnavă. Boala se poate răspândi mai rapid în cazul persoanelor care se află în colectivități. Exemple de colectivități includ armata sau școlile. Bacteriile de tipul SBHGA se pot deshidrata în praf, dar nu mai pot provoca îmbolnăviri la om. Dacă bacteriile sunt menținute într-un mediu umed/în condiții de umiditate, pot provoca îmbolnăviri la om timp de până la 15 zile. Bacteriile în condiții de umiditate pot fi găsite pe obiecte cum sunt periuțele de dinți. Aceste bacterii pot trăi în alimente, dar această situație este foarte neobișnuită. Persoanele care consumă alimentele respective se pot îmbolnăvi. Doisprezece la sută dintre copiii fără simptome de faringită streptococică prezintă SBHGA în gât, în mod normal.

## Diagnostic
| Puncte          | Probabilitatea tratamentului | anti-streptococic                                                   |
| --------------- | ---------------------------- | ------------------------------------------------------------------- |
| 1 sau mai puțin | <10%                         | Nu sunt necesare antibiotice sau cultură                            |
| 2               | 11–17%                       | Antibiotice pe baza rezultatelor la exsudatul faringian sau la RADT |
| 3               | 28–35%                       | Antibiotice pe baza rezultatelor la exsudatul faringian sau la RADT |
| 4 or 5          | 52%                          | Antibiotice fără efectuarea exsudatului faringian                   |

O listă de control numită scor Centor modificat îi ajută pe medici să decidă cum să abordeze tratamentul pacienților cu dureri în gât. Scorul Centor are cinci criterii clinice de măsurare sau observare. Acesta arată probabilitatea ca o persoană să aibă faringită streptococică.
Se acordă un punct pentru fiecare dintre aceste criterii:
- Absența tusei
- Ganglioni limfatici umflați sau durere la atingerea ganglionilor limfatici
- Temperatura corpului peste 38 °C (100,4 °F)
- Puroi sau umflarea amigdalelor
- Vârsta sub 15 ani (se scade un punct dacă persoana respectivă are vârsta peste 44 ani)

### Analize de laborator
O analiză numită exsudat faringian reprezintă principalul mod prin care putem ști dacă o persoană are faringită streptococică. Această analiză este corectă în 90-95 la sută din cazuri. Există un alt test, numit test streptococic rapid, sau RADT. Testul streptococic rapid este un test mai rapid decât exsudatul faringian, dar diagnostichează corect boala numai în 70 la sută din cazuri. Ambele teste pot arăta că o persoană nu are faringită streptococică. Ele pot diagnostica în mod corect acest lucru în 98 la sută din cazuri.
Când o persoană este bolnavă, un exsudat faringian sau un test streptococic rapid ne pot spune dacă persoana respectivă are faringită streptococică. La persoanele care nu prezintă simptome nu trebuie să se efectueze exsudat faringian sau test streptococic rapid, deoarece unele persoane pot avea bacterii streptococice în gât în mod normal, fără consecințe negative, iar aceste persoane nu necesită tratament.

### Cauze ale unor simptome similare
Faringita streptococică are unele simptome în comun cu alte boli. Din cauza acestui lucru, este greu de știut dacă o persoană are faringită streptococică fără efectuarea exsudatului faringian sau a testului streptococic rapid. Dacă persoana respectivă are febră și durere în gât cu tuse, curgerea nasului, diaree și roșeață și prurit (senzație de mâncărime) la nivelul ochilor, este mai probabil ca durerea în gât să fie provocată de un virus. Mononucleoza infecțioasă poate provoca umflarea ganglionilor limfatici de la nivelul gâtului și durere în gât, febră, iar amigdalele se pot mări. Acest diagnostic poate fi determinat printr-o analiză de sânge. Totuși, nu există tratament specific pentru mononucleoza infecțioasă.

## Prevenire
Unele persoane se îmbolnăvesc de faringită streptococică mai frecvent decât altele. Scoaterea amigdalelor este o cale prin prin care aceste persoane nu se mai îmbolnăvesc de faringită streptococică. Prezența faringitei streptococice de trei sau de mai multe ori pe an poate fi un bun motiv de scoatere a amigdalelor. Așteptarea este de asemenea adecvată.

## Tratament
Faringita streptococică durează de obicei câteva zile în lipsa tratamentului. Tratamentul cu antibiotice va determina de obicei dispariția simptomelor cu 16 ore mai devreme. Motivul principal al tratamentului cu antibiotice constă în reducerea riscului de apariție a unor boli mai grave. De exemplu, o boală de inimă cunoscută sub numele de febră reumatică sau o colecție de puroi în gât, cunoscută sub numele de abces retrofaringian. Antibioticele acționează bine dacă sunt administrate în decurs de 9 zile de la apariția simptomelor.

### Medicația durerii
Medicamentele pentru calmarea durerii pot fi utile în cazul durerii provocate de faringita streptococică. Acestea includ de obicei AINS sau paracetamol, cunoscut de asemenea sub numele de acetaminofen. Steroizii sunt de asemenea utili, și de asemenea lidocaina vâscoasă. Aspirina poate fi utilizată la adulți. Nu se recomandă administrarea aspirinei la copii, deoarece crește riscul apariției sindromului Reye.

### Medicamente antibiotice
Penicilina V este cel mai frecvent antibiotic utilizat în Statele Unite pentru faringita streptococică. Este popular deoarece este sigur, acționează bine și nu costă mulți bani. Amoxicilina este utilizată de obicei în Europa. În India, probabilitatea febrei reumatice este mai crescută. Datorită acestui lucru, tratamentul uzual este o un medicament injectabil denumit benzatin -Penicilina G. Antibioticele reduc durata medie a simptomelor. Durata medie este de trei până la cinci zile. Antibioticele reduc această durată cu aproximativ o zi. Aceste medicamente reduc de asemenea răspândirea bolii. Medicamentele sunt utilizate în principal în încercarea de a reduce complicațiile rare. Acestea includ febra reumatică, erupțiile cutanate, sau infecțiile. Efectul benefic al antibioticelor trebuie evaluat în raport cu reacțiile adverse posibile. Tratamentul antibiotic nu trebuie administrat la adulți sănătoși care au reacții negative la medicament. În cazul faringitei streptococice, antibioticele sunt utilizate mai frecvent decât ar fi de așteptat având în vedere gravitatea bolii și viteza de răspândire a acesteia. Medicamentul eritromicină (și alte medicamente, denumite macrolide) trebuie utilizate de persoane care prezintă forme grave de alergii la penicilină. Cefalosporinele pot fi utilizate de persoane cu forme mai ușoare de alergii. Infecțiile streptococice ar putea duce de asemenea la umflarea rinichilor (glomerulonefrită acută). Antibioticele nu reduc riscul apariției acestei afecțiuni.

## Prognostic
Simptomele faringitei streptococice se ameliorează de obicei, cu sau fără tratament, în aproximativ trei până la cinci zile. Tratamentul cu antibiotice reduce riscul agravării bolii. Ele împiedică, de asemenea, răspândirea bolii. Copiii pot reveni la școală după 24 de ore de la începerea administrării antibioticelor.
Faringita streptococică ar putea provoca următoarele probleme foarte grave:
- Acestea includ febra reumatică[6] sau scarlatina[22]
- O boală letală numită sindromul șocului toxic[22][23]
- Glomerulonefrita[24]
- O boală numită sindromul PANDAS.[24] Aceasta afecțiune este o tulburare imunitară care provoacă probleme de comportamentale bruște, uneori grave.

## Probabilitate
Faringita streptococică este inclusă în categoria mai amplă a durerilor în gât sau faringitei. Aproximativ 11 milioane de oameni se îmbolnăvesc anual de faringită streptococică în Statele Unite. Majoritatea cazurilor de faringită (durere în gât) sunt provocate de virusuri. Bacteria streptococ hemolitic de grup A provoacă 15 - 30 la sută din cazurile de dureri în gât la copii și 5 - 20 la sută din cazurile de durere în gât la adulți. Cazurile apar de obicei la sfârșitul iernii și la începutul primăverii.